# Sidi al-Ayashi
Sīdī Muḥammad ibn Aḥmad al-Mālikī al-Zayyāni al-ʿAyāshi (arabo محمد بن أحمد المالكي الزياني العياشي; 1563 – Salé, 30 aprile 1641) è stato un marabutto e signore della guerra marocchino Nemico degli spagnoli.

## Biografia
Il sultano sa'diano Zaydān al-Nāṣir lo nominò governatore di Azemmour, ma si ribellò nel 1627, dichiarando la propria indipendenza.
Dopo la morte del sultano sa'diano Aḥmad al-Manṣūr nel 1603, la guerra civile tra i figli Zaydān al-Nāṣir, Abū Fāris ʿAbd Allāh e Muḥammad al-Shaykh al-Maʾmūn fece cadere progressivamente il Marocco in uno stato di anarchia, con i sultani che perdevano autorità, a beneficio dei vari signori della guerra. 
Gli spagnoli, approfittando di questa situazione, conquistarono Larache nel 1610 e al-Maʾmūra nel 1614. L'incapacità del sultano di difendere il paese dagli assalti iberici fece infuriare Sīdī al-ʿAyāshī, che si ribellò contro i Sa'diani.

Nell'aprile del 1627 conquistò la città di Salé, espellendone il governatore fedele ai Sa'diani e facendone il centro del suo principato, gettando le basi della futura Repubblica corsara di Salé e iniziando una controffensiva contro la Spagna, sostenuto dagli Inglesi e dai moriscos espulsi dalla Spagna.
Iniziò la guerra di corsa contro le navi spagnole. Riconquistò temporaneamente al-Maʾmūra ed estese la propria autorità fino alla città di Taza.
Il diplomatico inglese John Harrison negoziò un trattato con Sīdī al-ʿAyāshī nel maggio 1627. Anche gli Olandesi dettero un forte sostegno a Sīdī al-ʿAyāshī, rifornendolo di armi.
Il 30 aprile del 1641 al-ʿAyāshī venne assassinato a causa delle lotte interne per il potere scoppiate nell'effimero Stato corsaro da lui fondato.